# Taijiro Kurita
Taijiro Kurita (栗田 泰次郎 Kurita Taijiro?), född 3 mars 1975 i Shizuoka prefektur, är en japansk före detta fotbollsspelare.
Kurita började sin karriär 1993 i Kashima Antlers. Med Kashima Antlers vann han japanska ligan 1996, japanska ligacupen 1997 och japanska cupen 1997. 1998 flyttade han till Kyoto Purple Sanga. Efter Kyoto Purple Sanga spelade han för Consadole Sapporo, Shimizu S-Pulse, Yokohama FC, Mito HollyHock och FC Ryukyu. Han avslutade karriären 2008.